# Diaspora polonaise
Pour les articles homonymes, voir Polonia (homonymie).

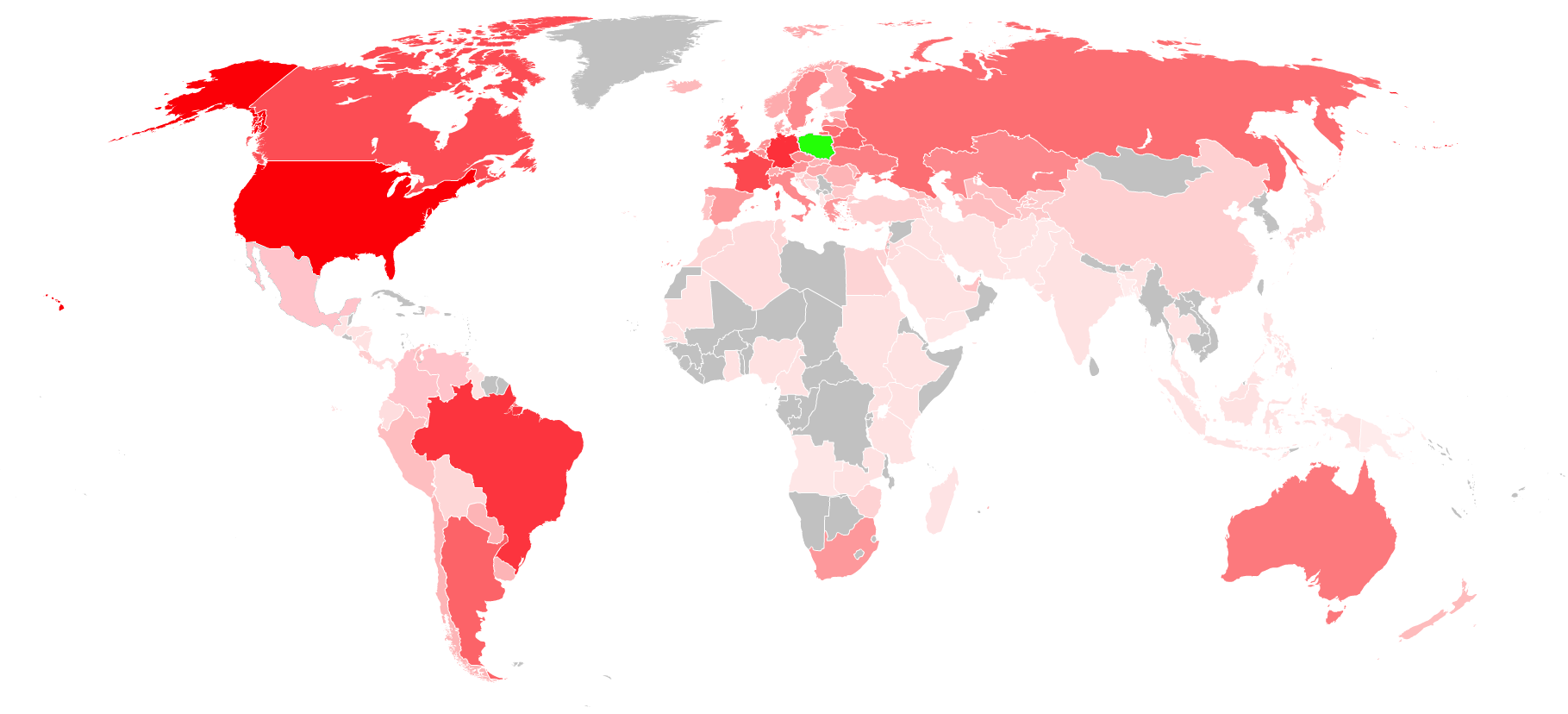
Carte mondiale de l'émigration polonaise (2008).

La diaspora polonaise, appelée aussi Polonia, regroupe les émigrés polonais et leurs descendants. Le terme fait référence au groupe ethnique polonais qui, après avoir émigré, réside en permanence en dehors de son pays d’origine, mais qui a gardé, indépendamment de son lieu de naissance et de sa citoyenneté, un lien avec sa patrie d’origine. Cette émigration peut être qualifiée de politique, d’économique, de secondaire ou de saisonnière.
Les plus anciennes émigrations furent d’ordre politique. La diaspora polonaise en France remonte au XIXe siècle, quand l’État polonais a été partagé entre la Russie, la Prusse et l'Autriche.

## Chiffres de la diaspora polonaise
La diaspora polonaise compte 20 millions de membres nés en Pologne ou d'ascendance polonaise, qui se répartissent géographiquement comme suit :
- Afrique du Sud : 35 000
- Algérie : 1 500
- Allemagne : 1 500 000 (voir Diaspora polonaise en Allemagne)
- Argentine : 450 000
- Australie : 200 000
- Autriche : 200 000
- Belgique : 50 000
- Biélorussie : 1 500 000 (voir Polonais de Biélorussie)
- Brésil : 1 800 000
- Canada : 984 565[3] (voir Polono-Canadiens)
- Danemark : 20 000
- Espagne : 35 000
- États-Unis : 9 385 766[4] (voir Polono-Américains)
- France : 1 050 000 (voir Diaspora polonaise en France)
- Grèce : 50 000
- Hongrie : 400 000 (voir Minorité polonaise de Hongrie)
- Irlande : 122 500 (voir Diaspora polonaise en Irlande)
- Islande : 20 500 (voir Diaspora polonaise en Islande)
- Israël : 50 000
- Italie : 55 000
- Kazakhstan : 100 000
- Lettonie : 200 000 (voir Polonais de Latgale)
- Lituanie : 250 000 (voir Polonais en Lituanie)
- Pays-Bas : 50 000
- Royaume-Uni : 672 033[5],[6],[7] (2011)
- Russie : 1 200 000
- Suisse : 20 000
- Suède : 100 000
- Tchéquie : 300 000
- Ukraine : 900 000 (voir Polonais d'Ukraine)